# Perfect Crime
Perfect Crime是日本歌手倉木麻衣第二張專輯，於2001年7月4日發行。

## 簡介
- 與前作「delicious way」相隔約一年的新專輯。
- 收錄單曲「Simply Wonderful」、「Reach for the sky」、「冰冷的海／Start in my life」、「Stand Up」與「always」。
- 倉木本人表示，「比較前作delicious way的拼命製造，這張專輯是一張反覆切磋琢磨的專輯，就像觀賞一套電影一樣」。
- 並沒有收錄5th單曲「Simply Wonderful」的標題曲，但收錄了當中的B面歌「think about」。
- 本作獲得2002年第16回日本金唱片大賞年度最佳搖滾专辑。

## 曲目
1. PERFECT CRIME
  - 作詞：倉木麻衣　作曲：徳永暁人　編曲：徳永暁人・池田大介

朝日電視台劇集『狂野女人心』主題曲。
2. Start in my life
  - 作詞：倉木麻衣　作曲：大野愛果　編曲：Cybersound

第七張單曲「冰冷的海／Start in my life」的B面單曲。名偵探柯南片尾曲。
3. Reach for the sky
  - 作詞：倉木麻衣　作曲：大野愛果　編曲：Cybersound

第六張單曲。NHK晨間小說連續劇『奧黛麗』主題曲。
4. Brand New Day
  - 作詞：倉木麻衣　作曲：大野愛果　編曲：徳永暁人
5. Stand Up
  - 作詞：倉木麻衣　作曲・編曲：徳永暁人

第八張單曲。爽健美茶廣告曲。
6. Come on! Come on!
  - 作詞：倉木麻衣・Michael Africk　作曲：Perry Geyer・Miguel Sa Pessoa・Michael Africk　編曲：Cybersound

活力门播客『BEING GIZA STUDIO PODCASTING』主題曲／東京NEWS通信社「TOKYO BROS.」CM主題曲
7. always
  - 作詞：倉木麻衣　作曲：大野愛果　編曲：Cybersound

第九張單曲。名偵探柯南片尾曲。
8. What are you waiting for
  - 作詞：倉木麻衣・Keith Bazzle　作曲：笠原智緒・YOKO Black. Stone　編曲：YOKO Black. Stone
9. think about
  - 作詞：倉木麻衣・YOKO Black. Stone　作曲・編曲：YOKO Black. Stone

收錄在第五張單曲。
10. 冰冷的海（冷たい海）
  - 作詞：倉木麻衣　作曲：大野愛果　編曲：Cybersound

第七張單曲「冰冷的海／Start in my life」的A面單曲。
11. Reach for the sky GOMI REMIX ～Radio edit～
第六張單曲「Reach for the sky」收錄的混音販本。
12. 總有一天到那天邊（いつかは あの空に）
  - 作詞：倉木麻衣　作曲：大野愛果　編曲：Cybersound
13. The ROSE ～melody in the sky～
  - 作詞：倉木麻衣　作曲・編曲：大野愛果

全英文歌詞的短篇鋼琴敘事聲樂曲。

## 銷量
| 榜單                              | 最高排名 | 銷量      | 在榜時數 |
| --------------------------------- | -------- | --------- | -------- |
| Oricon週間專輯榜 (2001年7月第3週) | 1        | 800,210   | 17週     |
| Oricon月間專輯榜 (2001年7月)      | 3        | 1,090,720 | 17週     |
| Oricon年間專輯榜 (2001年)         | 12       | 1,317,170 | 17週     |
| Oricon累積銷量                    | —        | 1,319,970 | 17週     |